# Puácuaro
Puácuaro es una localidad perteneciente al municipio de Erongarícuaro, en el estado de Michoacán, México. 
Fue constituida el 22 de octubre de 1915.

## Etimología
Por su traducción al español significa "lugar de perdón" en la lengua purépecha (Puat´pherantzkua). 

## Historia
Se dice que los pobladores de esta comunidad llegaron Púacuaro por la guerra que tenían con el rey azteca durante su mayor apogeo, y era en la cabecera municipal Erongaricuaro donde los esperaban, por ello recibió este nombre "Eronari", que significa lugar de espera. En este periodo de lucha, los purepechas subordinados de Michhuaque, rey purépecha de Tzintzuntzan, se levantaron con la victoria y fue en Puácuaro donde les otorgaron el perdón, de ahí el nombre de Puácuaro.
Este pueblo prosperó pero durante la conquista perdió muchas de las tradiciones que se tenían allí. En los primeros años posteriores a la conquista, la comarca de Erongarícuaro fue otorgada en calidad de encomienda a Juan Infante, quien sostuvo con don Vasco de Quiroga un prolongado y ruidoso pleito sobre posesión de varios pueblos en la zona lacustre de Pátzcuaro y otros. Para 1575, quedó bajo la jurisdicción de Pátzcuaro, perdiendo a los pueblos de la sierra que le pertenecían y trabajaron en la construcción de la Catedral de Pátzcuaro. 
La población de esta región, participó decisivamente en la lucha revolucionaria, pregonando la restitución de las tierras que les habían sido usurpadas a lo largo de siglos. A las medidas agrarias del gobierno revolucionario, las comunidades del actual municipio de Erongarícuaro, fueron las primeras en pedir la restitución de las tierras al gobierno de la revolución. Las comunidades campesinas de Erongarícuaro, sufrieron a lo largo de la dominación colonial y en los primeros años de México independiente despojos de tierra por los propietarios colindantes, dueños de haciendas las cuales habían obtenido por el mismo mecanismo. Y no fue hasta el 22 de octubre de 1915, cuando de Puácuaro, solicitó las tierras de la hacienda de Napízaro (Lugar de bellotas). Durante la época de la presidencia de Lazara Cárdenas (1934-1940), se repartió la comunidad en ejido grande y ejido chico, el ejido grande fue integrado por la razón campesina y trabajadora de las tierras, y el ejido chico, por la razón religiosa, para poder llevar a cabo sus actividades religiosas, así mismo, se dio el ejido Janitzio, ahora conocido como "Colonia Revolución". De ahí en adelante ha sido el pueblo que todos conocen y desarrollándose activamente.

## Ecosistema y clima
En esta región de Michoacán predominan mamíferos tales como los tlacuaches, pero también entre ellos se encuentran corre caminos, vacas salvajes, caballos salvajes, venados muy escasamente pero los hay, además se pueden encontrar conejos, zarigüeyas, serpientes, búhos, buitres, pájaros carpinteros y coyotes. Como es una zona donde hay un lago (el lago de Pátzcuaro) se encuentran pescados tales como carpas, pescados denominados tirus, cuerepos, charales, truchas y ajolotes. Alrededor del lago encontramos, gansos, patos, garzas y de vez en cuando cisnes. 
En esta región predomina el clima templado con lluvias en verano. La precipitación pluvial anual es de 1,040.8 mm y las temperaturas varían entre 7 °C y 25 °C en los meses más calurosos.

## Geografía y geología
Se localiza en el Municipio Erongarícuaro del Estado de Michoacán de Ocampo México y se encuentra en las coordenadas GPS:
- Latitud:  19° 36' 10.1" (19.6028°) norte
- Longitud:  101° 40' 27.1" (101.6742°) oeste

La localidad se encuentra a una mediana altura de 2040 metros sobre el nivel del mar.(6,801 pies)
Está en la falda de los cerros Takuana y Tzira.
Se encuentra en la zona de los cerros de la Sierra Madre del sur,y cuenta con una extensión territorial de alrededor de 30 kilómetros cuadrados.
Sus tierras son ideales para el cultivo, para la siembra y de ellas también se usa para la elaboración de adobe.

## Demografía
Para el año 2010 se censó en el municipio una población de 1807 habitantes, de los cuales el 55% eran mujeres y el 45 % son hombres.
| Clave     | Nombre   | Población | Porcentaje de población Municipal |
| 160320009 | PUÁCUARO | 1,807     | 12.41                             |

Esta comunidad es de las pocas que aún conserva el idioma o la lengua purépecha pues en el municipio ya se perdió esta lengua.

## Actividades económicas
Esta población se dedica principalmente a la ganadería, secundario a ellos a la cosecha y cultivo de productos del campo como son la siembra de elote, aguacate, abas, frijol, durazno, limón, granada, chabacano y capulin.
También se dedican a la carpintería, y a la venta de madera, pero de igual manera se trabaja haciendo figuras de chuspata.
Otra de las actividades económicas es el comercio y por último trabajos más pesados como albañil, y trabajos en el campo que conllevan estar allí todo el día.

## Costumbres y tradiciones
Puácuaro tiene muchísimas tradiciones, entre ellas se destacan los ¨t´are hueratechas¨ que salen en enero, el carnaval celebrado en febrero y en el cual salen hombres disfrazados de cualquier personaje que se les ocurra, esta celebración dura alrededor de 3 días.
En Semana Santa salen los llamados Judas, que son hombres disfrazados con una máscara de judas, una falda, llevan con ellos un laso o soga y una bolsa con monedas para recaudar más monedas y entregarlas para la quema del judas en el domingo de resurrección. 
La fiesta del corpus se festeja 40 días exactos después de la quema del judas y ahí se dan las gracias por las cosechas, las ganancias y los bienes adquiridos gracias a dios, en esta fiesta los pobladores se distribuyen de acuerdo a lo que se dediquen (profesionistas, ganaderos, pescadores, artesanos, entre otros) para tirar lo que se ellos han tenido de ganancia, se avienta hacia el cielo y quien atrape dicho objeto será el nuevo propietario (se avientan cubetas, libretas, figuras, etc. Y lo que atrape cualquier persona será suyo).
También se hacen desfiles en conmemoración a las festividades mexicanas, pero la que se pone mejor de todos ellos es el desfile del 20 de noviembre, pues se celebra la entrega de las tierras comunales al pueblo gracias a la revolución mexicana, en estas fechas se da el desfile, un evento sociocultural y al día siguiente hay una corrida de toros. Al término de este hay un pequeño baile.
La fiesta patronal de este pueblo es el 12 de diciembre, se celebra a la virgen de Guadalupe y ese día hay un evento religioso en la iglesia, se llevan velas, hay bautismos, una procesión por el pueblo y por la noche la quema de castillo. Posterior a ello se celebran entre 2 a 3 días de corridas toros (jaripeos).